# 真言宗善通寺派

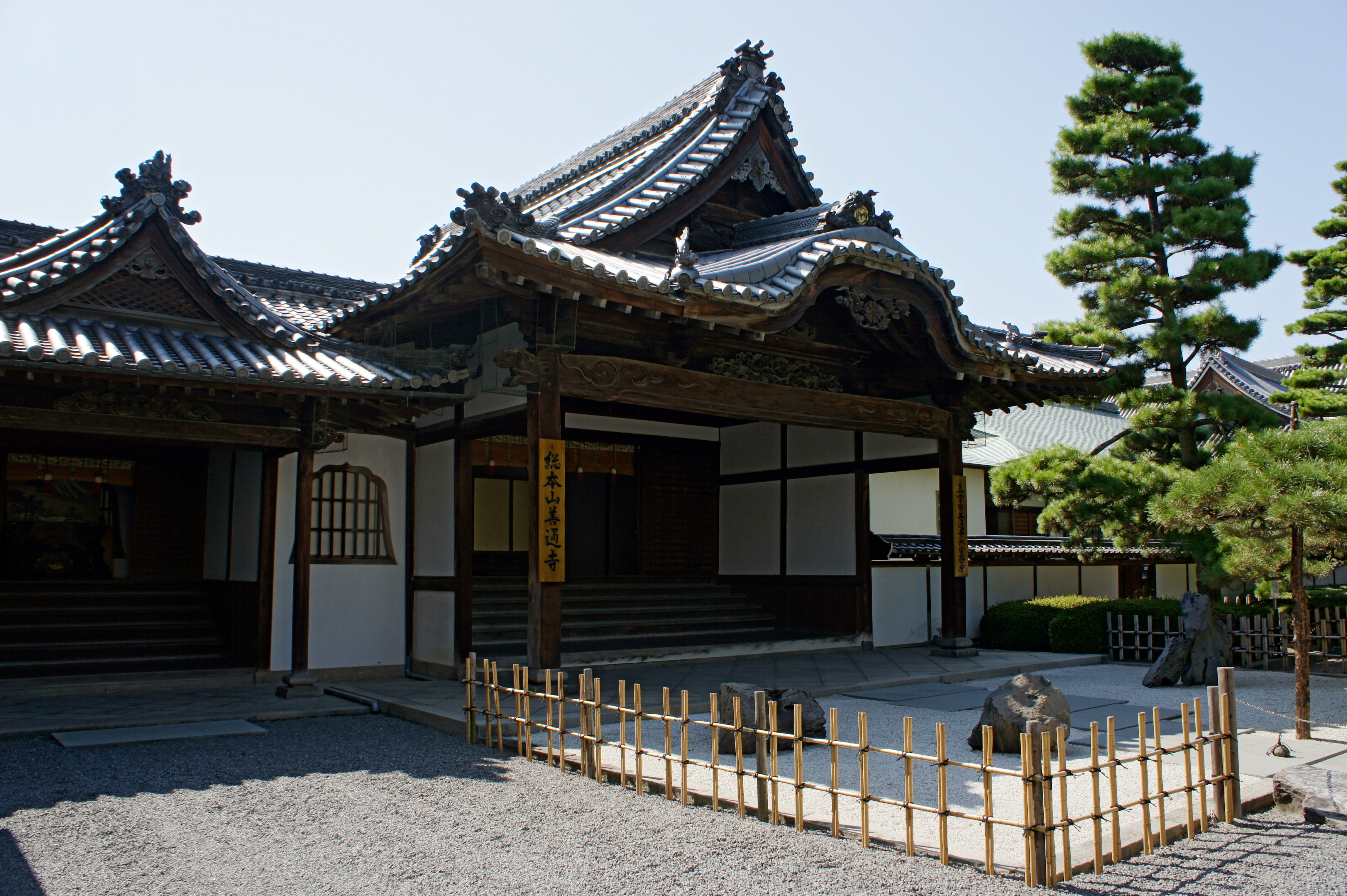
真言宗善通寺派宗務庁（香川県善通寺市）

真言宗善通寺派（しんごんしゅうぜんつうじは）は、日本における真言系仏教宗派のひとつで、古義真言宗に属する。総本山は善通寺。
- 宗祖　弘法大師（空海）
- 派祖　増俊僧正

## 法流
- 随心院流

## 宗紋
- 十六菊複瓣（ふくへん）
- 心に善字

## 寺格（順不同）

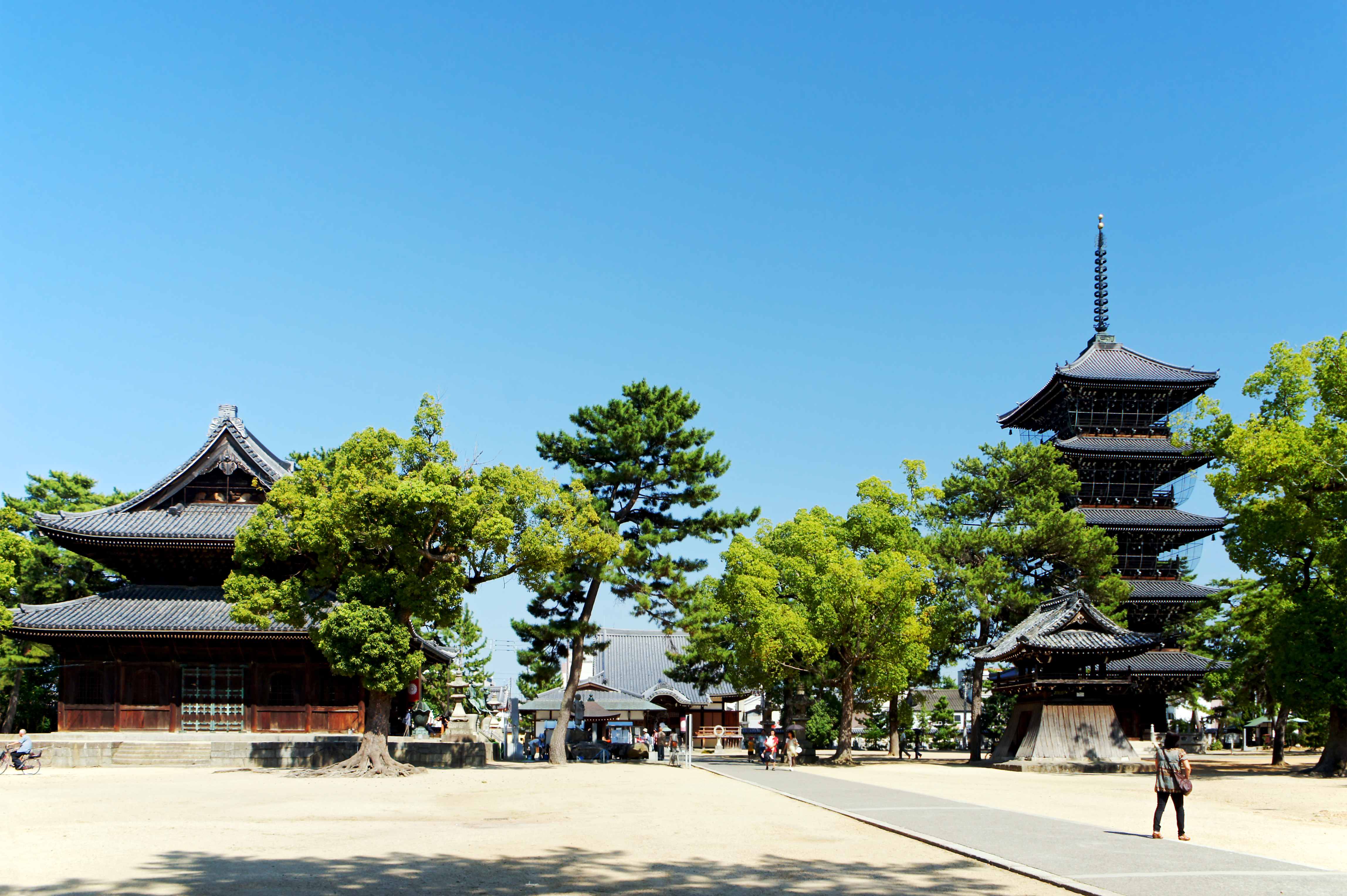
総本山　善通寺

- 総本山 善通寺（香川県善通寺市善通寺町）

- 大本山
  - 随心院（京都市山科区小野御霊町）
  - 弥谷寺（香川県三豊市）
  - 吉祥寺（佐賀県基山町）

- 別格本山
  - 浄光寺（兵庫県尼崎市）
  - 祇園寺（岡山県高梁市）
  - 童学寺（徳島県石井町）
  - 與田寺（香川県東かがわ市）
  - 実相寺（香川県さぬき市）
  - 西方寺（香川県さぬき市）
  - 与田寺（香川県東かがわ市）
  - 観智院（香川県善通寺市）
  - 曼荼羅寺（香川県善通寺市）

- その他の末寺
  - 福勝寺（京都市上京区）
  - 志度寺（香川県さぬき市）
  - 大興寺（香川県三豊市）
  - 善通寺関東別院 (神奈川県座間市)

## 沿革
真言宗善通寺派の歴史は、仁海が曼荼羅寺（後の随心院）を開創したことに始まる。仁海は真言宗の事相（真言密教の儀礼・作法）の奥義を極めた。その名声を慕って多くの入門者が集まり、門下から成尊などの多くの名僧を輩出した。仁海が伝えた事相は、小野流と称され、仁海が流祖とされた。
1115年（永久3年）増俊が勧修寺勝福院において厳覚から伝法灌頂を受けて、その法燈を継いだ。仁海創建の曼荼羅寺の子院であった増俊の住坊であった随心院において、増俊が事相の流派である「随心院流」を分派した。このころから、曼荼羅寺は随心院と称されるようになった。
明治政府の宗教政策により、他の真言宗宗派と1879年（明治12年）に合同する。多くの寺院が離脱していくなかで東寺を中心した四派聯合を形成していたものの、1907年（明治40年）、随心院を本山とする真言宗小野派として独立する。
1931年（昭和6年）3月14日には、真言宗小野派の宗規を改正して真言宗善通寺派と改称した。このときに随心院に能化職を置き、宗務所を善通寺に設けることになった。
1941年（昭和16年）3月、古義真言宗・新義真言宗系の宗派が政府の政策によって合同し、大真言宗が成立する。
戦後、大真言宗から独立し、1947年（昭和22年）4月、単称の真言宗と公称したが、他の真言宗各派の均衡を慮って1972年（昭和47年）7月17日に真言宗善通寺派と称して現在に至っている。

## 善通寺歴代（真言宗善通寺派管長）
(東寺長者兼務）
1. 実恵
2. 真済
3. 真雅
4. 宗叡
5. 真然
6. 益信
7. 聖宝
8. 観賢
9. 延敒
10. 観宿
11. 済高
12. 貞崇
13. 泰舜
14. 寛空
15. 救世
16. 寛静
17. 定照
18. 寛朝
19. 雅慶
20. 深覚
21. 済信
22. 深覚
23. 仁海
24. 深覚
25. 仁海
26. 深観
27. 覚源
28. 長信
29. 成尊
30. 良深
31. 信覚
32. 定賢
33. 頼観
34. 経範
35. 範俊
36. 寛助
37. 勝覚
38. 信証
39. 定海
40. 定海
41. 寛信
42. 寛遍
43. 寛信
44. 寛遍
45. 禎喜
46. 定遍
47. 俊証
48. 覚成
49. 延杲
50. 印性
51. 道尊
52. 成宝
53. 道尊

（随心院門跡兼務）
1. 親厳
2. 厳海
3. 宣厳
4. 俊厳
5. 厳恵
6. 静厳
7. 厳家

（大覚寺門跡兼務）
1. 後宇多法皇
2. 性円法親王（後宇多天皇皇子）
3. 寛尊法親王（亀山天皇皇子）
4. 性勝法親王（後宇多天皇皇子）
5. 恒性法親王（後醍醐天皇皇子）
6. 深守法親王（木寺宮邦良親王子）

（随心院門跡～明治維新）
1. 経厳
2. 厳海
3. 宣厳
4. 俊厳
5. 厳恵
6. 静厳
7. 厳家
8. 経厳
9. 通厳
10. 照厳
11. 厳叡
12. 祐厳
13. 厳宝
14. 持厳
15. 忠厳
16. 仙朝
17. 長静
18. 増孝
19. 栄厳
20. 俊海
21. 堯厳
22. 増護

(中興:誕生院住持)
1. 宥範
2. 宥源
3. 宥快
4. 宥栄
5. 宥紹
6. 宥鎮
7. 宥深
8. 宥鋭
9. 宥應
10. 宥助
11. 宥筌
12. 宥成
13. 尊翁
14. 夤瓊
15. 夤貞
16. 宥謙
17. 光胤
18. 円龍
19. 光歓
20. 光天
21. 光国
22. 寛充
23. 厳蔵
24. 厳曉
25. 慈定
26. 厳猷
27. 慈定

（明治維新、善通寺および誕生院統一）
1. 佐伯旭雅
2. 佐伯法遵
3. 松井宥粲
4. 蓮生観善(1)
5. 亀谷宥英(2)
6. 蓮生善隆(3)
7. 高吉清順(4)
8. 樫原禅澄(5)
9. 菅智潤(6)

- ( )内は、善通寺派管長歴代。

## 年中行事
- 1月1日 修正会
- 1月1～3日 特別護摩祈祷
- 2月 3日 節分会・星供結願修行
- 2月第4週（土・日） 大会陽（はだかまつり）
- 4月8日 仏生会（花まつり）
- 4月第3週（土日） 正御影供
- 5月 ゴールデンウイーク 五重塔内部特別公開
- 6月 14～15日 弘法大師誕生会（青葉まつり）
- 6月中旬 お大師市（善通寺境内）
- 7月 16日～8月16日 舎利講
- 7月第4土曜 萬燈萬華会
- 7月（土用丑の日） 胡瓜加持
- 8月14～15日 盂蘭盆会
- 10月20～21日 永代土砂加持
- 11月3日 佐伯祖廟御法楽（空海まつり）
- 12月 冬至 星供開白

### 毎月行事
- 毎朝 朝勤行（御影堂）
  - 5月1日～9月30日　午前5時30分～
  - 10月1日～4月30日　午前6時～
- 8日 薬師如来御法楽
- 15日 釈迦如来御法楽
- 15日 弘法大師誕生会
- 15日 パゴダ供養
- 毎月20日 月例永代経
- 21日 御影供
- 21日 写経会（法話）
- 28日 護摩供
- 第3水曜日 仏画教室・第4日曜日 仏画教室

## 宗務組織
- 法主（管長）（任期5年・選挙制）
- 宗務庁（善通寺内）
- 内局
  - 宗務総長
  - 執行長（執行を統括）
  - 庶務部
  - 教学部
  - 財務部

（庶務部・教学部・財務部に部長1名を置く）
- 宗会（地方教区長が議員として選出・任期4年）
  - 議長・副議長を置く
  - 定期宗会（年1回）・臨時宗会
- 地方宗務組織
  - 日本国内に11教区を置く（各教区に教区長・副教区長を置く）

## 関連組織
- 善通寺教学振興会
- 善通寺遍照講本部
- 善通寺遍照会

## 僧階・僧籍
- 僧階 全15級（15級の僧階の他に教師試補を置く）
  - 1級 大僧正
  - 2級 権大僧正
  - 3級 中僧正
  - 4級 権中僧正
  - 5級 少僧正
  - 6級 権小僧正
  - 7級 大僧都
  - 8級 権大僧都
  - 9級 中僧都
  - 10級 権中僧都
  - 11級 少僧都
  - 12級 権小僧都
  - 13級 大律師
  - 14級 律師
  - 15級 権律師
- 権大僧都（真言宗各派経営の大学卒業者）
- 中僧都（真言宗各派経営以外の大学卒業者で検定合格者）
- 住職（真言宗善通寺派教師。得度と度牒を受けた後、四度加行の後、伝法灌頂に入壇。真言宗善通寺派僧籍簿に登録した者）

## 布教活動
- 本部布教（巡教）
- 地方布教
- 特殊布教
  - 文書・映像
  - 外国布教
- 出版物
  - 宗報

## 教育機関
- 善通寺専修学院（善通寺内）
- 随流講傳所（随心院内）
- 洛南高等学校・附属中学校（協同経営）
- 種智院大学（協同経営）

## 施設
- 宿坊・いろは会館（善通寺内に設置）
  - 大師の里湯温泉
- 宝物館（善通寺内に設置）
- 讃岐学園（児童養護施設）（香川県高松市）

## 教義
古義真言宗の教義に準じる。